# Eastland
Eastland är centralorten i Eastland County i Texas, USA. Invånarantalet var 3 769 vid folkbokföringen år 2000.

## Geografi
Eastland ligger ca 15 mil västsydväst om Fort Worth längs Interstate 20 mot Abilene. Enligt United States Census Bureau är Eastlands totalarea 7.3 km².

## Övrigt
Kända personer från Eastland
- Don Pierson, (f. 1925 - d. 1996). Före detta borgmästare i Eastland, affärsman och uppfinnare
- Hayden Fry, f. 1929. amerikansk footballtränare